# Martin Tajmar

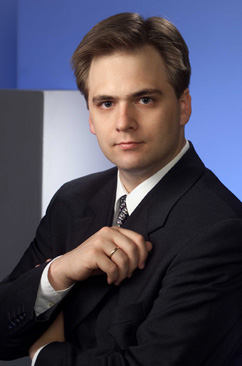
Martin Tajmar, 2001

Martin Tajmar (* 2. Juli 1974 in Wien) ist ein österreichischer Physikingenieur, Professor für Raumfahrtsysteme und Direktor des Instituts für Luft- und Raumfahrttechnik an der Technischen Universität Dresden sowie Lehrbeauftragter an der Technischen Universität Wien.

## Leben
Tajmar begann seine Arbeit auf dem Gebiet der elektrischen Raumfahrtantriebe an der Technischen Universität Wien in Österreich. Nach einem Aufenthalt am Jet Propulsion Laboratory in Kalifornien bei der NASA und der Tätigkeit als Geschäftsführer von Austrospace folgte eine Forschungstätigkeit am ESTEC der Europäischen Weltraumorganisation ESA.
Ab 2000 zunächst als Senior/Principal Scientist leitete Martin Tajmar von 2005 bis 2010 das Geschäftsfeld Space Propulsion (später „Space Propulsion and Advanced Concepts“) des Austrian Institute of Technology (AIT) in Seibersdorf. Dort entwickelte Tajmar mit seiner Abteilung eine Form von Ionenantrieb, sogenannte Feep-Thruster (Field Emission Electric Propulsion-Thruster) für Satelliten und Sonden, wie z. B. für SMART-1 und LISA Pathfinder.
Von 2010 bis 2012 forschte und lehrte er als Associate Professor für Aerospace Engineering am KAIST in Daejeon, Südkorea und war Leiter der Stabsstelle Aerospace Engineering an der FH Wiener Neustadt.
Weitere Forschungsaktivitäten von Martin Tajmar waren u. a. auf dem Gebiet des Biefeld-Brown-Effekts und des Casimir-Effekts.

### Nicht wiederholbare Experimente zur Gravitation
Tajmar behauptete, in seinen Experimenten mit schnell rotierenden Supraleitern aus Niob ein Äquivalent zum Magnetismus für Gravitation nachgewiesen zu haben.
Daher wurde über diese Arbeiten in überregionalen Medien berichtet. Der gemessene gravito-magnetische Effekt schien um viele Größenordnungen größer zu sein, als nach der bekannten Theorie des Lense-Thirring-Effekts zu erwarten war (Faktor {\displaystyle 10^{18}}).
Tajmar hat auch eine Theorie des behaupteten Effekts entwickelt;
diese steht jedoch im Widerspruch zu Ergebnissen eines Experiments mit einem rotierenden Zylinder aus supraleitendem Blei und Laser-Gyroskopen an der University of Canterbury, Neuseeland.
Neuere Arbeiten von Tajmar deuten auf eine Fehlinterpretation seiner Messresultate hin. Möglicherweise beeinflusste das zur Kühlung verwendete flüssige Helium die Messapparatur.

## Akademische Grade
- 1997 Dipl.-Ing., Fachrichtung Technische Physik, Technische Universität Wien, Österreich[20]
- 1998 Master in Space Studies (MSS), International Space University, Frankreich
- 1999 Promotion zum Dr.-Ing. an der Fakultät für Elektrotechnik der Technischen Universität Wien.[21]

## Auszeichnungen
- 2001: ARC-Award des Austrian Research Centers (heute Austrian Institute of Technology), erster Preis in der Kategorie Wissenschaft[22]
- 2001 und 2000: Förderung durch das Programm “Window on Science”[23] der US Air Force
- 1999: Förderung durch das Programm „Internationale Kommunikation“[24] der österreichischen Forschungsgemeinschaft

## Schriften
- Martin Tajmar: Advanced space propulsion systems. Springer, Wien 2003, ISBN 3-211-83862-7.
- Nembo Buldrini, Martin Tajmar: Experimental Results of the Woodward Effect in a Micro-Newton Thrust Balance. in: Marc G.Millis et al.: Frontiers of propulsion science. American Inst. of Aeronautics and Astronautics, Reston 2009, ISBN 978-1-56347-956-4, S. 373–389.
- M. Tajmar et al.: Possible Gravitational Anomalies in Quantum Materials – Phase I: Experiment Definition and Design. (Memento vom 23. September 2015 im Internet Archive) (PDF; 2,1 MB), AFRL-MN-EG-TR-2007-7012, Air Force Research Laboratory, Eglin AFB, 2007, abgerufen am 9. Dezember 2010
- M. Tajmar et al.: Possible Gravitational Anomalies in Quantum Materials – Phase II: Experiment Assembly, Qualification and Test Results. (Memento vom 23. September 2015 im Internet Archive) (PDF; 2,1 MB), AFRL-MN-EG-TR-2007-7013, Air Force Research Laboratory, Eglin AFB, 2007, abgerufen am 9. Dezember 2010